# Оружие массового поражения Мексики
Мексика является одной из тех стран, которые обладают техническими возможностями для производства ядерного оружия. Тем не менее, с 1968 года, согласно договору Тлателолько, Мексика обязуется использовать ядерные технологии исключительно в мирных целях. В 1970-е годы национальный институт ядерных исследований Мексики сумел получить впервые высокообогащённый уран, пригодный для производства ядерного оружия, однако в 2012 году степень обогащения урана пришлось снизить в ходе специального процесса, проведённого с помощью МАГАТЭ. Сведений о разработке какого-либо ядерного оружия Мексикой нет.

## История атомной энергетики Мексики
Прикладное применение свойств радиоактивности уходит корнями в XIX век, когда Вильгельмом Рентгеном были открыты X-лучи, но больше восходит к 1920-м годам, когда в Мексике в промышленности применялся метод сцинтиграфии, а в медицине использовались различные свойства радионуклидов. Прорыв в мировой науке в 1940-е годы открыл возможности выработки ядерной энергетики и разработки ядерного оружия. Национальный комитет по ядерной энергетике Мексики запустил девять программ: ядерная физика, обучение и подготовка, семинары, ядерные реакторы, радиоизотопы, промышленное применение ядерной энергетики, сельское хозяйство, генетика и радиологическая защита. В 1964 году в Мехико построили ядерный центр Салазар, в 1966 году в стране был построен ускоритель частиц — тандем Ван де Граафа, в 1968 году появился реактор типа TRIGA. С 1972 года институт известен как Национальный институт ядерных исследований.

## Отношение к ядерному оружию
В 1961 году правительство Мексики заявило, что применение ядерного оружия в целях самозащиты противоречит Уставу ООН. Через шесть лет был заключён Договор Тлателолько, по которому страны Латинской Америки обязались не производить ядерное оружие, а использовать ядерные технологии только в мирных целях. В 2000 году Мексика и ещё семь стран подписали декларацию «К миру без ядерного оружия: необходимость новой повестки дня», призвав предпринять дальнейшие действия по Договору о нераспространении ядерного оружия.
В апреле 2010 года правительство Мексики договорилось с американцами о переработке высокообогащённого урана в малообогащённый уран, который не мог использоваться для разработки ядерного оружия. В марте 2012 года Рэйчел Мэддоу сообщила о том, что все запасы высокообогащённого урана вывезены из Мексики.
В октябре 2010 года Мексика заключила контракт с «Росатомом» о поставке малообогащённого урана (3%) для нужд АЭС Лагуна-Верде. С 2012 года Мексика входит в Группу ядерных поставщиков как наблюдатель, что США сочли своим достижением в плане борьбы против распространения оружия массового поражения.